# 퍼스 동물원
퍼스 동물원(영어: Perth Zoo)은 오스트레일리아 웨스턴오스트레일리아주 퍼스에 위치한 동물원으로, 1898년 처음 개장하여 2011년 기준으로 1258마리 164종의 동물과 다양한 식물을 전시하고 있다.